# Stilton, Cambridgeshire
Stilton är en ort och civil parish i Huntingdonshire, i Cambridgeshire i England. Folkmängden uppgick till 2 455 invånare 2011, på en yta av 0,75 km². Den har en kyrka. Orten har givit namn åt Stiltonosten, men tillverkningen sker idag på andra platser i landet.